# (1737) Severny
(1737) Severny est un astéroïde de la ceinture principale.

## Description
(1737) Severny est un astéroïde de la ceinture principale. Il fut découvert le 13 octobre 1966 à Nauchnyj par Lioudmila Tchernykh. Il présente une orbite caractérisée par un demi-grand axe de 3,01 UA, une excentricité de 0,05 et une inclinaison de 9,4° par rapport à l'écliptique.

## Compléments